# Namaka (satèl·lit)
Namaka, també conegut com a Haumea II (designació provisional S/2005 (2003 EL61) 2), és el satèl·lit més petit i proper del planeta nan Haumea. S'anomenà així en honor de Nāmaka, una de les filles d'Haumea. Va ser descobert el 30 de juny de 2005 i anunciat el 29 de novembre del mateix any.
Namaka té només una brillantor 1,5% vegades la d'Haumea, i la seva massa és un 0,05% la del planeta nan. Si tingués una albedo similar, el seu diàmetre seria de 170 km.